# Andrés Rentería
Andrés Jair Rentería Morelo (Medellín, 6 de março de 1993) é um futebolista profissional colombiano que atua como meia, atualmente defende o San Lorenzo.

## Carreira
Andrés Renteria fará parte do elenco da Seleção Colombiana de Futebol nas Olimpíadas de 2016.

## Títulos
Atlético Nacional
- Florida Cup: 2018